# Ямато (колектив тайко)
Вадайко Ямато (яп. 和太鼓倭) — музичний гурт з Японії, який використовує барабани тайко.

## Склад
- Маса Огава (яп. 小川正晃) (Masa Ogawa) засновник, композитор, артдиректор
- Акіко Огава (яп. 小川晃子) (Akiko Ogawa)
- Чісако Ніномія (яп. 二宮千佐子) (Chisako Ninomiya)
- Такеру Мацушіта (яп. 松下建命) (Takeru Matsushita)
- Міка Міядзакі (яп. 宮崎美香) (Mika Miyazaki)
- Сатомі Ікеда (яп. 池田里美) (Satomi Ikeda)
- Мідорі Тамаі (яп. 玉井碧) (Midori Tamai)
- Тецуро Окубо (яп. 大久保哲朗) (Tetsuro Okubo)
- Томоко Кавачі(яп. 川内智子) (Tomoko Kawauchi)
- Саорі Хігаші (яп. 東沙織) (Saori Higashi)
- Мадока Хігаші (яп. 東まどか) (Madoka Higashi)
- Маріка Ніто (яп. 二戸末利華) (Marika Nito)
- Ген Хідака (яп. 日高元) (Gen Hidaka)
- Хісато Фукуда (яп. 福田久人) (Hisato Fukuda)
- Джюн Като(яп. 加藤純) (Jun Kato)
- Субару Імаі (яп. 今井昂) (Subaru Imai)